# Автошлях Т 1221
Автошля́х Т 1221 — автомобільний шлях територіального значення в Кіровоградській області. Проходить територією Кропивницького та Новоукраїнського районів через Кропивницький — Рівне. Загальна довжина — 45 км.

## Маршрут
Автошлях проходить через такі населені пункти:
| Автошлях Т 1221        |         |
| Кіровоградська область |         |
| Кропивницький район    |         |
| Кропивницький          | E584М13 |
| Соколівське            |         |
| Новопетрівка           |         |
| Вишняківка             |         |
| Новоукраїнський район  |         |
| Приют                  |         |
| Рівне                  | Т 2401  |